# Ringwall Riehof
Das Ringwall Riehof ist eine abgegangene Ringwallanlage in Riedhof, einem Gemeindeteil des niederbayerischen Marktes Rotthalmünster im Landkreis Passau. Die Anlage wird als Bodendenkmal unter der Aktennummer D-2-7645-0098 als „Wehranlage (Ringwall) vor- und frühgeschichtlicher Zeitstellung“ geführt.

## Beschreibung
Der Ringwall Riehof liegt um 50 m erhöht 450 m östlich des Zentrums von Riedhof. Die Anlage ist heute überackert und von dem bis in die 1880er Jahre noch sichtbaren Ringwall ist kaum etwas zu sehen. 1962 war in dem frisch umgebrochenen Wiesengelände eine Stelle von 12 m im Durchmesser mit leicht erhöhten Rädern erkennbar.